# Cantonul Bray-sur-Seine
Cantonul Bray-sur-Seine este un canton din arondismentul Provins, departamentul Seine-et-Marne, regiunea Île-de-France , Franța.

## Comune
- Baby, 66 locuitori
- Balloy, 358 locuitori
- Bazoches-lès-Bray, 768 locuitori
- Bray-sur-Seine, 2.278 locuitori (reședință)
- Chalmaison, 653 locuitori
- Everly, 569 locuitori
- Fontaine-Fourches, 509 locuitori
- Gouaix, 1.393 locuitori
- Gravon, 115 locuitori
- Grisy-sur-Seine, 102 locuitori
- Hermé, 525 locuitori
- Jaulnes, 319 locuitori
- Montigny-le-Guesdier, 285 locuitori
- Mousseaux-lès-Bray, 617 locuitori
- Mouy-sur-Seine, 381 locuitori
- Noyen-sur-Seine, 318 locuitori
- Les Ormes-sur-Voulzie, 823 locuitori
- Passy-sur-Seine, 34 locuitori
- Saint-Sauveur-lès-Bray, 287 locuitori
- La Tombe, 222 locuitori
- Villenauxe-la-Petite, 372 locuitori
- Villiers-sur-Seine, 316 locuitori
- Villuis, 222 locuitori